# Jim Devellano
James "Jim" ("Jimmy") Devellano, född 18 januari 1943 i Toronto i Ontario, är en kanadensisk idrottsledare och befattningshavare som är vicepresident för ishockeyorganisationen Detroit Red Wings i National Hockey League (NHL) och basebollorganisationen Detroit Tigers i Major League Baseball (MLB).
Innan han ägnade sitt yrkesliv till ishockey och den nordamerikanska professionella ishockeyligan NHL, arbetade han bland annat som dispaschör åt den kanadensiska staten. Devellano försökte att se ishockey vart han än kom i sitt arbete, både professionell och på juniornivå. I mitten av 1960-talet kom han i kontakt med St. Louis Blues och blev amatörscout åt dem. 1972 anslöt sig New York Islanders till NHL och utsåg honom till amatörscout för östra Kanada. Två år senare blev Devellano befordrad till att bli chefsscout. Han var också general manager alternativt assisterande general manager för Islanders farmarlag Fort Worth Texans och Indianapolis Checkers. Säsongen 1981–1982 var han också vicepresident för Islanders ishockeyverksamhet och chef för spelarpersonalen. Han var högst delaktig i New York Islanders lag som vann fyra raka Stanley Cup mellan 1980 och 1983, Devellano vann personligen de tre första av de fyra. Under hans ledning som chefsscout kunde Islanders drafta de framtida superstjärnorna Denis Potvin, Bryan Trottier och Mike Bossy samt tongivande spelare som Clark Gillies, John Tonelli, Ken Morrow och Brent Sutter.
1982 gick han vidare i sin karriär när han blev utsedd till general manager för Detroit Red Wings i NHL. Den positionen hade han fram till 1990 då han avancerade i hierarkin inom Red Wings och blev vicepresident för ishockeyverksamheten, vilket han fortfarande innehar, dock delade han general manager-rollen med tränaren Scotty Bowman och assisterande general managern Ken Holland mellan 1994 och 1997. I Red Wings har han vunnit ytterligare fyra Stanley Cup. I juni 2001 beslutade Red Wings dåvarande ägare Mike Ilitch, som även ägde Detroit Tigers, att göra en omstrukturering av Tigers ledningsgrupp. Ilitch utsåg Devellano till vicepresident med ansvarsområde för Tigers affärs- och marknadsföringsavdelningar.
2009 blev han och de före detta ishockeyspelarna Mark Messier och Mike Richter utsedda till att vinna Lester Patrick Trophy för sina insatser inom amerikansk ishockey och året efter blev Devellano även invald till Hockey Hall of Fame.
Sedan 2016 är han minoritetsägare i juniorishockeylaget Saginaw Spirit i Ontario Hockey League (OHL).